# MFSB
I MFSB sono stati un complesso musicale statunitense. La formazione, una vera e propria orchestra con un organico di decine di musicisti, è considerata il principale complesso strumentale del Philadelphia soul e tra le prime a pubblicare delle tracce disco music. I loro maggiori successi sono TSOP (The Sound of Philadelphia) e Love Is the Message, entrambi usciti su singolo nel 1974.

## Storia
I MFSB vennero fondati nel 1971 a Philadelphia come house band dei Sigma Sound Studios. Il loro nome è un acronimo di Mother Father Sister Brother (lett. "madre, padre, sorella, fratello"), questo sebbene, secondo qualcuno, alluda in realtà all'insulto mother fucker son of a bitch. Tra i musicisti che suonavano per la MFSB vi furono Norman Harris (chitarra), Bobby Eli (chitarra), Earl Young (percussioni), Zach Zachary (sassofono alto), Ronnie Baker, (basso) Larry Washington (percussioni) Kenneth Gamble e Leon Huff. Molti di loro suonavano anche nella Salsoul Orchestra.
La loro quasi strumentale TSOP (The Sound of Philadelphia) (alla traccia collaborò infatti il trio vocale delle Three Degrees) vendette milioni di copie, giungendo in prima posizione nella Billboard Hot 100 per due settimane, terza in Svizzera e quinta in Germania. Venne inoltre usata nel programma televisivo Soul Train. Particolarmente apprezzata dai disc jockey sebbene di minor successo della precedente è Love Is the Message(1974). I due singoli sono contenuti nell'album Love Is the Message (1973), entrato in diverse top 10 e al primo posto della classifica R&B.
Si avvicina al genere disco il successivo 33 giri Universal Love (1975); l'album contiene anche un brano di successo intitolato TLC (Tender Lovin' Care).
La cover dei MFSB K-Jee dei Nite-Liters venne usata nella scena della gara di ballo del celebre film La febbre del sabato sera.
Il gruppo si sciolse negli anni ottanta.

## Discografia parziale

### Album
- 1973 – MFSB
- 1974 – Love Is The Message
- 1975 – Universal Love
- 1975 – Philadelphia Freedom!
- 1976 – Summertime
- 1977 – The End Of Phase 1
- 1979 – The Gamble-Huff Orchestra
- 1980 – Mysteries Of The World